# Mursa albonotata
Mursa albonotata är en fjärilsart som beskrevs av George Thomas Bethune-Baker 1908. Mursa albonotata ingår i släktet Mursa och familjen nattflyn. Inga underarter finns listade i Catalogue of Life.